# Manaro Voui
Le Manaro Voui (aussi appelé Lombenben ou Aoba) est un volcan situé sur l'île d'Ambae, au Vanuatu. 
S'élevant à 1 496 mètres d'altitude, le Manaro Voui compte trois lacs à son sommet. L'un des deux principaux, le lac Voui, comporte en son centre un cratère à l'origine de plusieurs éruptions depuis 1995. Ainsi en 2017-2018, une éruption majeure contraint l'ensemble des habitants d'Ambae à évacuer l'île pendant plusieurs mois.

## Toponymie
À Ambae, le volcan est appelé Manaro ou Lombenben. Dans la communauté scientifique, il est parfois appelé Aoba, un des anciens noms de l'île.

## Géographie

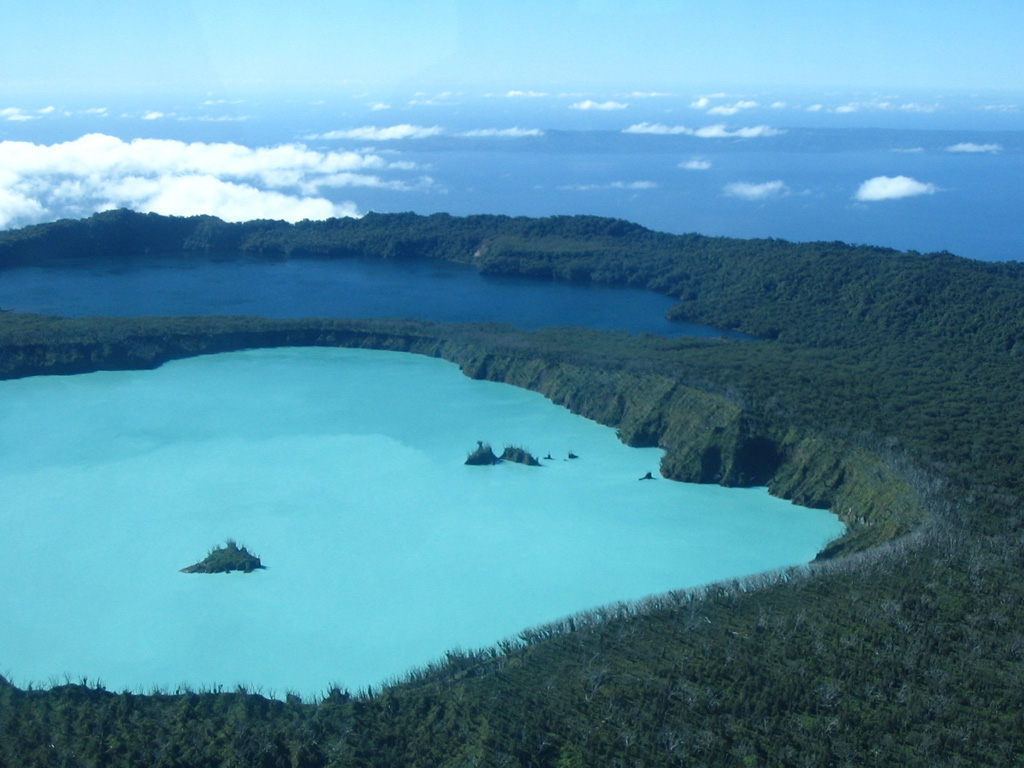
Les deux principaux lacs du Manaro Voui : le Voui, bleu clair, et le Lakua, bleu foncé, photographiés en 1995.

Le Manaro Voui est un volcan bouclier situé au centre d'Ambae, île du Vanuatu. Il s'agit du volcan le plus volumineux de l'archipel. Sa base est à 3000 mètres sous le niveau de la mer, et il s'élève à 1496 mètres au-dessus. Son sommet comporte deux caldeiras, dont la plus grande mesure 6 kilomètres de diamètre. La plus petite contient trois lacs de cratère : Voui (ou Vui) et Lakua (ou Lakwa), les deux principaux, et Ngoru, plus réduit. Les deux principaux lacs n'ont pas la même couleur : l'eau de Voui est bleu clair, celle de Lakua bleu foncé. Au cours d'une éruption en 2005, une île se forme au centre du lac Voui.

## Histoire éruptive

### Risques
Le Manaro Voui est un des volcans les plus dangereux du Vanuatu, à cause de ses longues périodes de dormance qui aboutissent à des explosions violentes, et la présence de villages à quelques kilomètres du cratère.

### Éruptions de 1995 et 2005

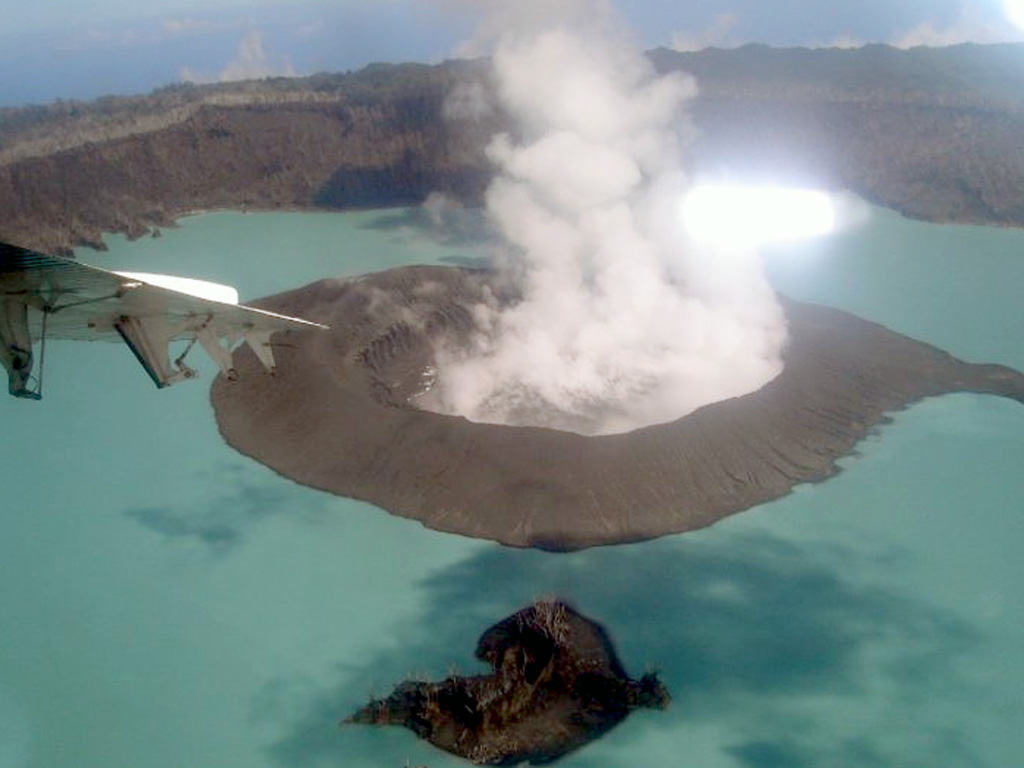
Un cône pyroclastique apparaît au centre du lac Voui, à l'emplacement du cratère, en 2005.

Le Manaro Voui serait entré en éruption vers 1530, 1670 et 1870, puis entre dans une longue période de dormance. Des bulles de plusieurs mètres de diamètre sont observées dans le lac Voui en 1991, puis le volcan entre brutalement en éruption en mars 1995, émettant un panache de vapeur de 2 à 3 kilomètres de haut. La population à proximité du cratère est alors évacuée vers des zones moins à risques de l'île.
Lors d'une éruption phréatique fin 2005, un cône pyroclastique de près de 500 mètres de diamètre se forme au centre du lac Voui, à l'emplacement du cratère. L'éruption se poursuit tout au long de l'année 2006, produisant un panache de vapeur de plusieurs kilomètres de haut, mais n’occasionne pas de pluies de cendres. Pendant plusieurs mois, l'eau du lac devient rouge sous l'effet d'oxyde de fer. Une activité mineure est détectée en 2010, 2011, 2012 et 2016.

### Éruption de 2017-2018
Une éruption majeure commence en septembre 2017, dégageant un important nuages de cendres. Des éruptions de lave ont lieu au centre du lac Voui, et toute la population d'Ambae est temporairement évacuée, jusqu'en novembre,. Après une accalmie en novembre-décembre, l'éruption reprend fortement de mars à juillet 2018, avec des panaches de fumée de 9 à 12 kilomètres de haut, recouvrant l'île de cendres, et atteignant partiellement les îles voisines de Pentecôte et Espiritu Santo. Plusieurs zones habitées sont détruites par les lahars (coulées de boue). Le lac Ngoru est complètement asséché, tandis que le lac Voui est presque entièrement comblé par le cône pyroclastique en son centre, d'où provient l'éruption.
La population d'Ambae est complètement évacuée en juillet 2018 vers les îles voisines de Maewo, Pentecôte et Espiritu Santo. L'est de l'île est moins sévèrement touché par l'éruption, mais près de 1000 personnes déclarent avoir perdu leur maison et tout moyen de subsistance. Les habitants reviennent peu à peu sur l'île au cours de 2019, et en février 2020, 80 % sont retournés vivre sur Ambae.